# Aalsbeek
De Aalsbeek is een beek bij Belfeld en Steyl in de Nederlandse gemeente Venlo.

## Geschiedenis
In 1550 werd de beek reeds vermeld in een overeenkomst, waarin de grens werd bepaald van de Heerlijkheid Belfeld.
In 1630 vond de verkoop plaats van land aan de Daelsbeeck.
In een akte van 19 december 1815 is opgetekend, dat een dode was gevonden bij de gemeentegrens in de Aalsbeek.

## Geografie
De Aalsbeek ontstaat ten oosten van Belfeld en wordt gevoed door het water van enkele watergangen. De beek stroomt over het onderste Maasterras in noordelijke richting met op ongeveer een kilometer naar het oosten de steilrand die overgang vormt naar een hoger gelegen Maasterras. Bij buurtschap Leemhorst kruist de beek de A73 waarna ze in noordwestelijke richting stroomt. Na het kruisen van de spoorlijn Maastricht - Venlo buigt de beek af naar het zuidwesten om ten zuiden van Steyl uit te monden in de Maas.

## Watermolen
Aan de Aalsbeek staat de watermolen Holtmeule.

## Flora en fauna
Met de visstand in de Aalsbeek is het beter gesteld dan vroeger. De afgelopen jaren zijn er een aantal zeldzame vissoorten aangetroffen zoals de zalm, de zeeforel en de beekforel.